# Cystodytes punctatus
Cystodytes punctatus är en sjöpungsart som beskrevs av Monniot 1988. Cystodytes punctatus ingår i släktet Cystodytes och familjen Polycitoridae. Inga underarter finns listade i Catalogue of Life.